# Kachachkut
Kachachkut es una localidad del raión de Turmanyan, en la provincia de Lorri, Armenia, con una población censada en octubre de 2011 de 393 habitantes. 
Se encuentra ubicada al noreste de la provincia, a poca distancia del río Debet —un afluente derecho del río Kurá— y de la frontera con Georgia y la provincia de Tavush.

## Economía y turismo
La población local se dedica principalmente a la cría de animales, la horticultura y el cultivo. Durante la temporada de verano, los lugareños recolectan y venden productos a los visitantes del pueblo. En lo referente al turismo, es un destino popular para hacer senderismo y acampar. Hay bosques cercanos donde crecen arándanos azules y frambuesas rojas.